# Lichterfelde (Barnim)
Lichterfelde ist ein Ortsteil der Gemeinde Schorfheide im Landkreis Barnim in Brandenburg.

## Geografie
Bewohnte Gemeindeteile Lichterfeldes sind
- Blütenberg
- Buckow
- Karlshöhe,

hinzu kommt der Wohnplatz Margaretenhof.

## Geschichte

### Vorgeschichtliche Zeit
Spuren und Funde lassen auf eine Besiedlung des Gebietes bereits in der Mittelsteinzeit schließen. Ein Gräberfeld der Nähe des Britzer Sees und Waffenfunde nordöstlich von Buckow stammen aus der Bronzezeit (2000–500 v. Chr.). Slawische Ackerbauern und Viehzüchter siedelten sich im 7. bis 12. Jahrhundert an.

### Mittelalter
Im 12./13. Jahrhundert ist das Gebiet eng mit dem Geschlecht der Askanier verbunden, die die Slawen im Wendenkreuzzug weiter nach Osten vertrieben. In der darauf folgenden mittelalterlichen deutschen Ostsiedlung siedelten sich im Gebiet auch flämische Siedler an. Dies spiegelt sich im Ortsnamen wider, der auf das Westflämisch lichtervelde zurückzuführen ist (wie z. B. auch Lichtervelde in Flandern). Forscher deuten den ursprünglichen Namen auf die Ortslage „lichtes Feld“.
Eine erste urkundliche Erwähnung erfährt der Ort im Rahmen einer Schenkungsurkunde vom 27. Juni 1277, in der Lichterfelde bei der Grenzbeschreibung als ville Lichtervelde genannt wird.

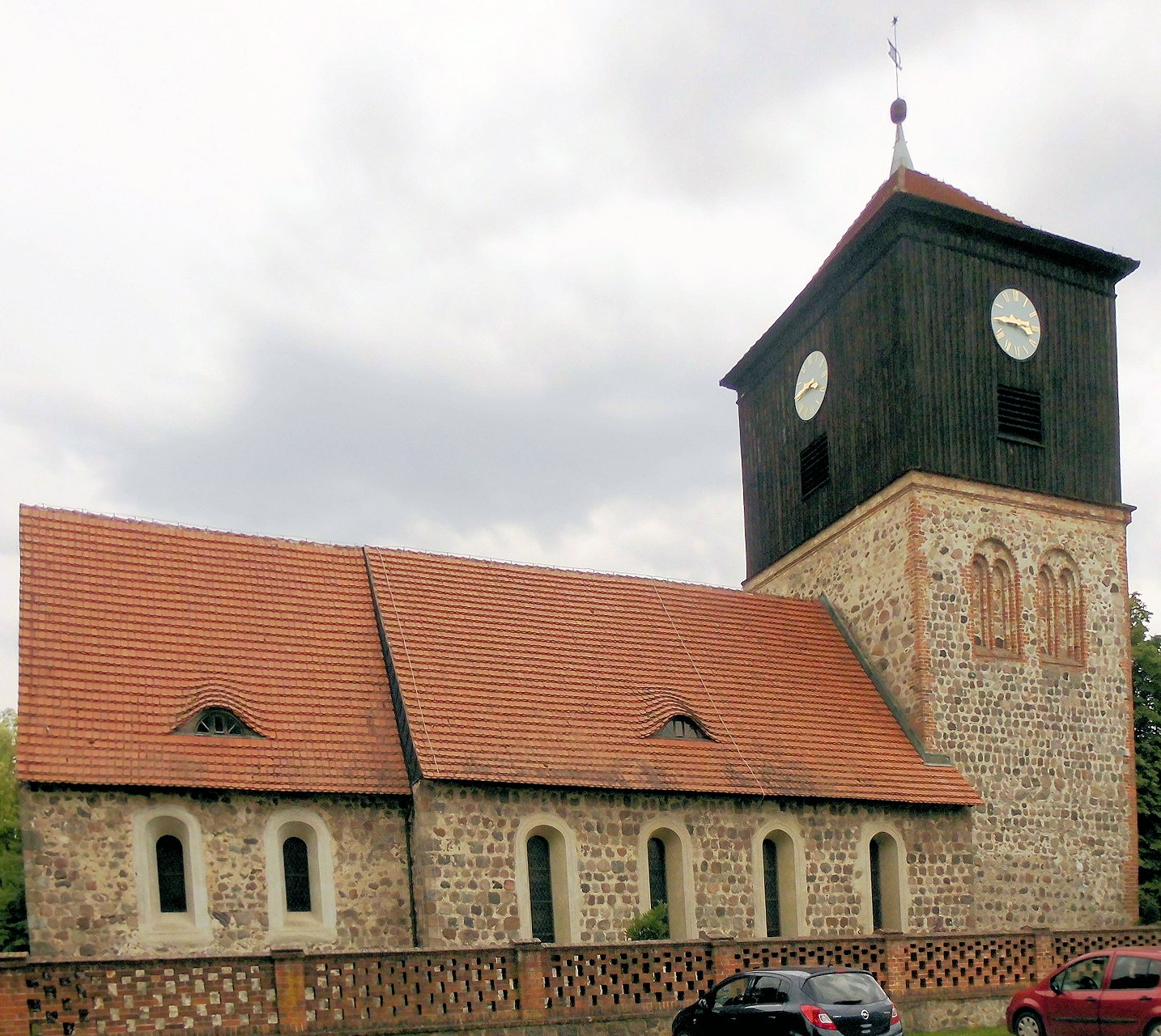
Dorfkirche

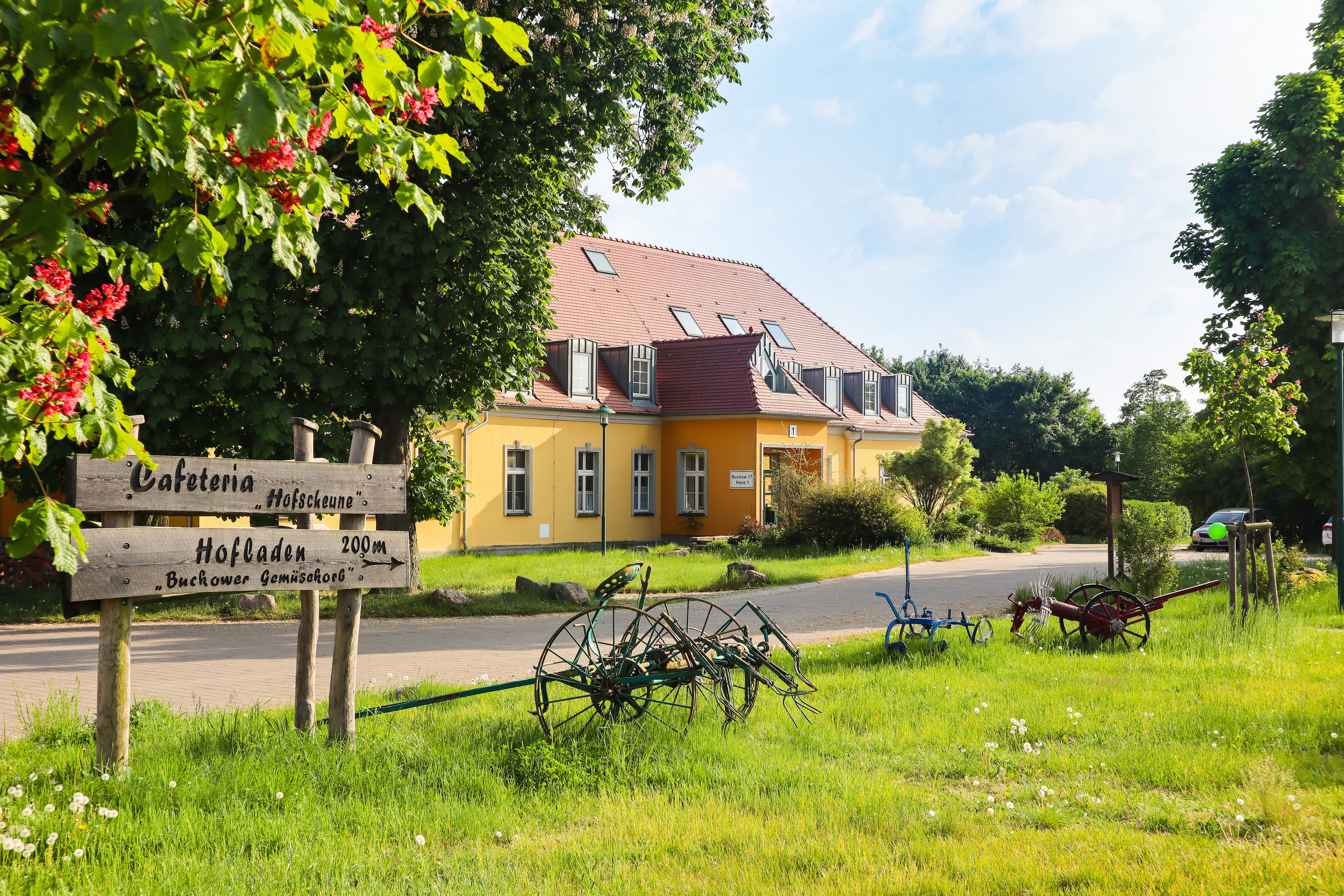
Gemeindeteil Buckow

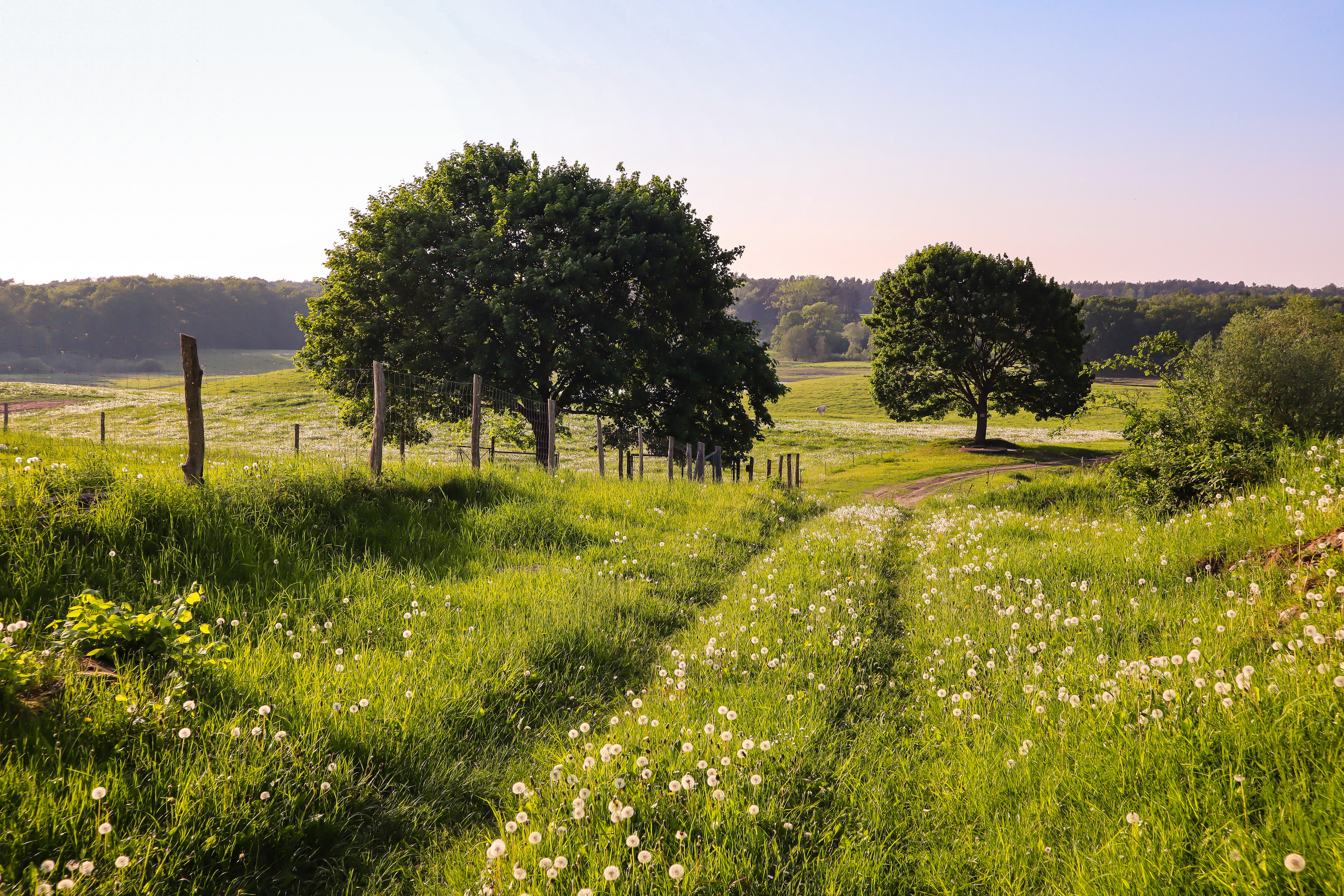
Weidelandschaft um Lichterfelde

### Neuzeit
Anfang 1900 gab es 1050 Einwohner in Lichterfelde. Bis zum Jahr 1912 wuchs die Einwohnerzahl auf 1565 Bürger.
Da in Lichterfelde nach dem Ersten Weltkrieg große Wohnungsnot herrschte, wurde am 17. Juni 1920 ein Siedlungsverein gegründet. Im Winter 1925 gab es erstmals Straßenlicht in Lichterfelde.
Ab dem Jahr 1969 betrieb der VEB Schweinezucht und -mast Eberswalde (SZME), ab 1983 ein Betrieb des Kombinats Industrielle Tierproduktion, einen Schweinemastbetrieb in Lichterfelde. Der Aufbau dieses Betriebs geschah in Zusammenarbeit mit dem jugoslawischen Agrarkombinat „Emona“. Mit dem Zeitpunkt der Inbetriebnahme des Schlacht- und Verarbeitungskombinat Eberswalde/Britz wurde die SZME zu einem Hauptlieferanten von Schlachttieren für diesen Betrieb.
Im August 1992 bildeten die eigenständigen Gemeinden Lichterfelde, Eichhorst, Finowfurt und Werbellin das Amt Barnim-Nord, das am 30. Dezember 1997 in die neue Gemeinde Finowfurt (mit den Ortsteilen Lichterfelde, Eichhorst, Finowfurt und Werbellin) umgewandelt wurde. 2003 entstand durch den Zusammenschluss der Gemeinden Finowfurt (inklusive der ehemaligen, zwischenzeitlich eingegliederten Gemeinde Altenhof) und der Gemeinde Groß Schönebeck die neue Gemeinde Schorfheide.

## Politik
Ortsvorsteher von Lichterfelde ist Matthias Gabriel.

## Sehenswürdigkeiten und Kultur
- Dorfkirche Lichterfelde, Feldsteinkirche aus dem 13. Jahrhundert mit Kanzelaltar aus dem Jahr 1728 und einer Orgel von 1857
- Freiwillige Feuerwehr Lichterfelde
- Jugendklub
- Kita „Kleiner Strolch“
- Grundschule Lichterfelde
- verschiedene Vereine